# Acacia simplicifolia
Acacia simplicifolia é uma espécie de leguminosa do gênero Acacia, pertencente à família Fabaceae.